# Хандаев, Олег Игоревич
Олег Игоревич Хандаев (род. 9 декабря 1964 года, Алма-Ата, Казахская ССР, СССР — дата смерти конец 90-тых, Италия) — советский и казахстанский спортсмен (хоккей на траве). Мастер спорта международного класса СССР по хоккею на траве.

## Карьера
В 1985-94 годах играл полузащитником в хоккейном на траве клубе «Динамо» (Алма-Ата). С 1995 — легионером в различных итальянских клубах.
Выпускник Казахского ГИФКа (1990).
В чемпионате СССР и России провёл 219 игр, забил 15 мячей. Семикратный чемпион СССР (1985—1991), бронзовый призёр чемпионата России (1994). Двукратный обладатель Кубка СССР (1986, 1987), трёхкратный финалист Кубка СССР (1985, 1989, 1990).
Трижды включался в список 22 лучших хоккеистов года (1989—1991).
В сборной СССР и СНГ в 1988-92 годах провёл 43 игры. Участник чемпионата мира 1990 года.
Победитель турнира «Дружба-1990».
В конце 90-тых умер в Италии. Стало плохо с сердцем. Рядом никого не было. Спасти не удалось.

## Интересные факты
Сын известного хоккеиста с мячом на льду Игоря Хандаева («Локомотив» (Иркутск) и «Динамо» (Алма-Ата) и старший брат 11-кратного чемпиона России по хоккею с мячом Ильяса Хандаева. И племянник Бориса Хандаева — («Локомотив» (Иркутск) и «Литейщик» (Караганда).